# 1931 (numero)
Millenovecentotrentuno (1931) è il numero naturale dopo il 1930 e prima del 1932.

## Proprietà matematiche
- È un numero dispari.
- È un numero primo e un numero primo forte.
  - È un numero primo gemello (con 1933).
  - È un numero primo di Sophie Germain.
  - È un numero primo di Chen.
- È un numero difettivo.
- È un numero nontotiente in quanto dispari e diverso da 1.
- È un numero intero privo di quadrati.
- È un numero odioso.
- È parte della terna pitagorica (1931, 1864380, 1864381).

## Astronomia
- 1931 Čapek è un asteroide della fascia principale del sistema solare.

## Astronautica
- Cosmos 1931 è un satellite artificiale russo.